# Fußball in Mosambik

Logo des mosambikanischen Fußballverbandes, der Federação Moçambicana de Futebol (FMF)

Fußball zählt im afrikanischen Staat Mosambik zu den beliebtesten Sportarten.

## Geschichte
Seit die Portugiesen nach der Ankunft Vasco da Gamas 1498 ihre Präsenz im Land zunehmend verstärkten bis zur Unabhängigkeit Mosambiks von Portugal im Jahr 1975 war das Land portugiesische Kolonie. Bis heute ist daher der Fußball in Mosambik durch seine portugiesischen Ursprünge und Beziehungen geprägt, beispielsweise durch teils ehemalige, teils weiter aktuelle Filialvereine der portugiesischen Klubs Sporting Lissabon und Benfica Lissabon. Auch spielen viele mosambikanische Fußballer in Portugal. Das berühmteste Beispiel dürfte Eusébio sein. Er begann seine Fußballerkarriere 1957 beim Sporting Clube de Lourenço Marques, der am 20. Mai 1920 in der Hauptstadt Mosambiks als sechster Filialverein Sporting Lissabons gegründet wurde. Ab 1960 spielte Eusébio dann für Benfica Lissabon, wo er elf Mal Portugiesischer Meister wurde und 1962 den Europapokal der Landesmeister (heute UEFA Champions League) gewann. Er wurde 1965 Europas Fußballer des Jahres und war der Torschützenkönig der Fußball-Weltmeisterschaft 1966.
Bereits seit 1922 wurden regelmäßige Meisterschaften in Mosambik ausgespielt, zunächst nur als Distriktmeisterschaft von Lourenço Marques (heute Maputo), ab 1956 dann als Landesmeisterschaft der portugiesischen Überseeprovinz Mosambik.
Im Jahr 1975 wurde Mosambik von Portugal unabhängig, und 1976 gründete sich der nationale Fußballverband der Republik Mosambik, die Federação Moçambicana de Futebol (FMF). Seither richtet die FMF die Fußball-Ligen des Landes aus und ist für die Fußballnationalmannschaften zuständig.

## Vereinsfußball

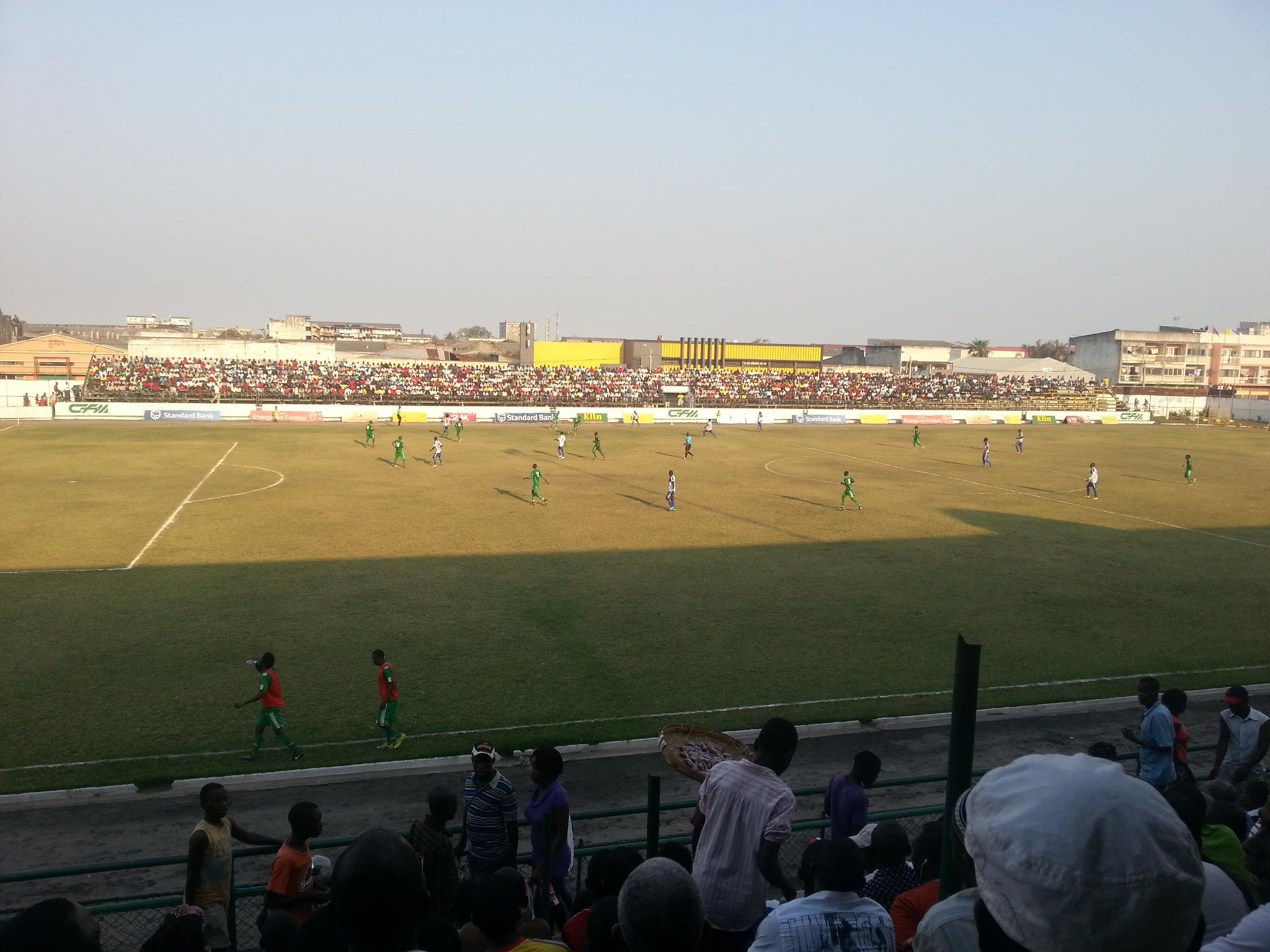
Derby in Beira: Aufsteiger Têxtil Punguè empfängt den Ferroviário im Estádio Chiveve

Seit 1976 organisiert die FMF die oberste Spielklasse des Landes, den Campeonato Moçambicano de Futebol, besser bekannt als Moçambola. Rekordmeister sind mit jeweils neun Titeln der 1924 gegründete Clube Ferroviário de Maputo und der seit 1955 bestehende CD Costa do Sol. 2014 wurde zum vierten Mal in fünf Jahren die Liga Muçulmana Landesmeister.
Die drei letztplatzierten Klubs des Moçambolas steigen in die zweite Liga ab, die eingleisige Segunda Divisão mit 21 Vereinen. Unter dieser zweiten Liga folgen die elf obersten Ligen der Fußballverbände der elf mosambikanischen Provinzen.
Der Landespokal der FMF, die Taça de Moçambique, wird seit 1978 ausgespielt. Erster Gewinner war CD Maxaquene, der insgesamt neun Mal den Pokal holte (Stand Dezember 2014). Jedoch ist der CD Costa do Sol auch im Pokalwettbewerb Rekordmeister, mit 11 gewonnenen Trophäen. In den Jahren 2013 und 2014 gewann zuletzt der Clube Ferroviário da Beira den Pokal.
Vereine aus Mosambik spielten bereits häufig in der CAF Champions League und im African Cup Winners’ Cup. Bisher konnte dort jedoch noch keiner der Klubs einen Titel erringen (Stand: Januar 2015).

## Nationalmannschaft der Männer

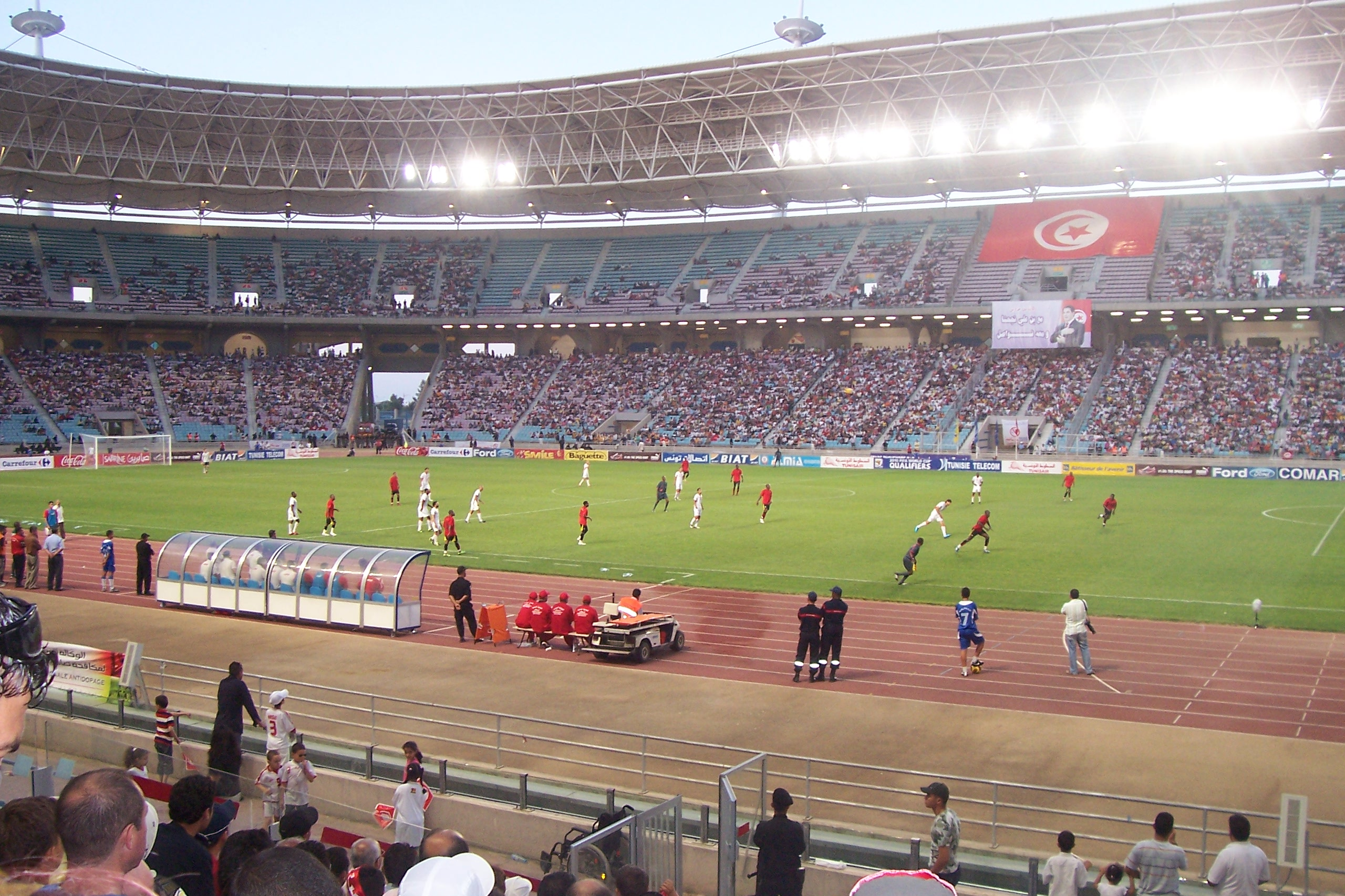
Die Auswahl Mosambiks zu Gast bei der Tunesischen Nationalmannschaft, am 6. Juni 2009 im Stade de Radès

Die Mosambikanische Fußballnationalmannschaft nimmt seit dem Beitritt der FMF 1980 an Turnieren der FIFA teil. Bisher konnte sie sich noch nicht für eine Weltmeisterschaft qualifizieren.
An der Afrikameisterschaft nahm Mosambik bereits vier Mal teil, in den Jahren 1986, 1996, 1998 und 2010. Seine Auswahl schied bei allen vier Turnieren bereits in der Vorrunde aus.
Zu den Afrikanischen Nationenmeisterschaften konnte sich Mosambik 2014 erstmals qualifizieren, schied dort jedoch bereits in der Vorrunde aus.
Bei der Nationenmeisterschaft des südlichen Afrikas, dem COSAFA Cup, nahm Mosambik an bisher jeder Auflage teil. Die beste Platzierung erreichte seine Auswahl dabei mit dem zweiten Platz im Jahr 2009 (Stand: 2014).
Auch an den Fußballturnieren im Rahmen der Jogos da Lusofonia, den „Spielen der lusophonen Welt“, nahm Mosambik mit seiner Nationalmannschaft an jeder Ausgabe teil. Im Jahr 2017 wird es die Spiele selbst ausrichten.
Im Dezember 2014 belegte Mosambik den 98. Platz in der FIFA-Weltrangliste. Seine höchste FIFA-Platzierung erreichte die Auswahl im November 1997 mit dem 66. Platz, die schlechteste im Juli 2005 mit dem 134. Platz.

## Frauenfußball
Die Mosambikanische Fußballnationalmannschaft der Frauen nahm gleich an der ersten Fußball-Afrikameisterschaft der Frauen 1998 teil, schied jedoch in der Vorrunde aus. Seither überstand die Auswahl Mosambiks keine Qualifikationsrunde mehr und konnte daher an keiner weiteren Afrikameisterschaft teilnehmen (Stand: 2014).
Im Dezember 2014 belegte Mosambik den 133. Platz in der FIFA-Weltrangliste der Frauen.
Für Aufsehen sorgte 2013 Felizarda Lemos. Sie wurde als erste weibliche Trainerin eines männlichen Fußballteams bekannt, als sie die erste Mannschaft des Vereins Zixaxa in der Hauptstadt Maputo übernahm. Sie berichtete dabei von viel Zuspruch seitens der Spieler und der Fans, jedoch erlebte sie auch frauenfeindliche Diskriminierung seitens ihrer Trainerkollegen.